# Danilo Matzke

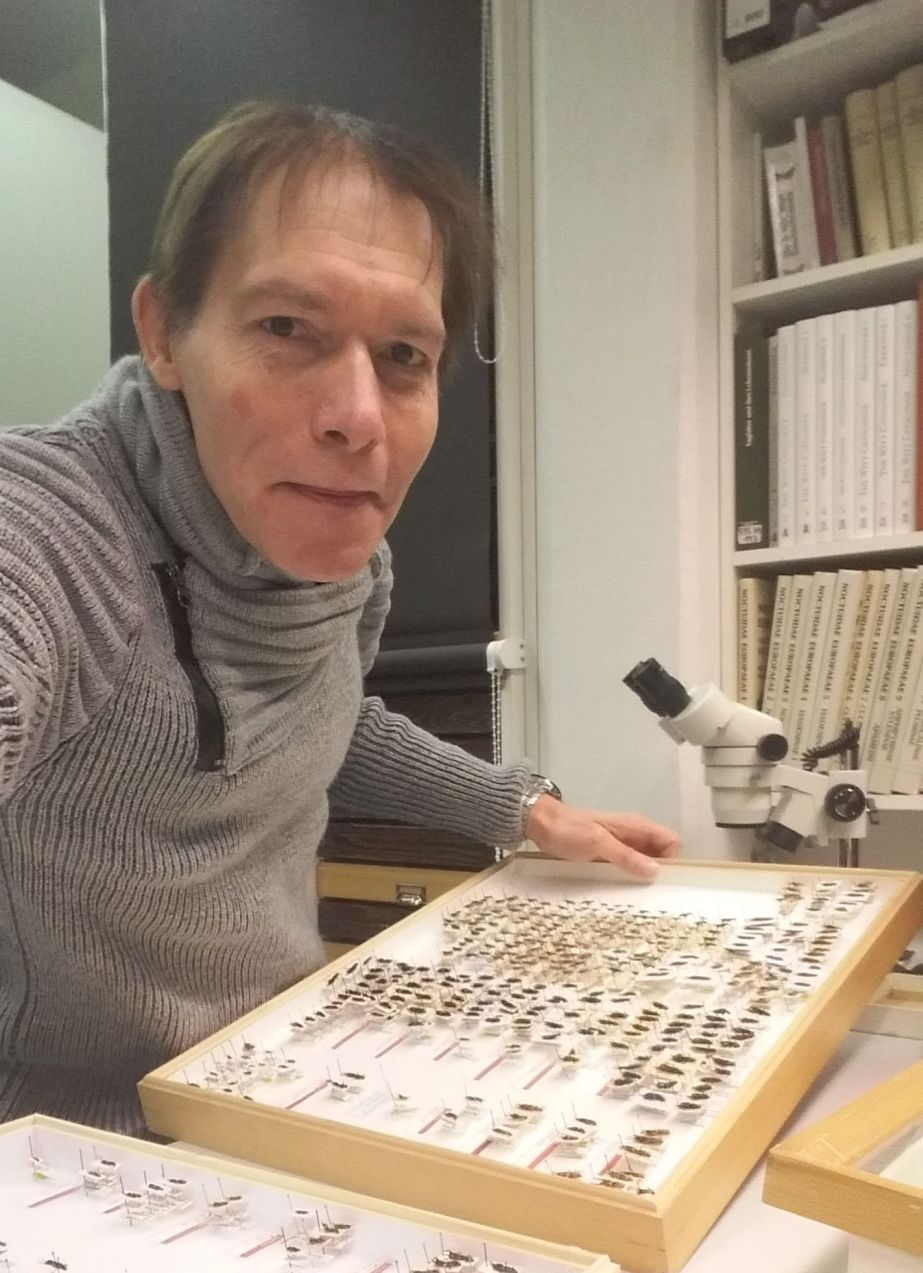
Danilo Matzke mit einer Dermapterensammlung

Danilo Matzke (* 9. Oktober 1963 in Leipzig) ist ein deutscher Entomologe. Seine Forschungsschwerpunkte sind Ohrwürmer (Dermaptera), Käfer (Coleoptera) und Schaben (Blattodea).

## Leben und Wirken
Danilo Matzke besuchte von 1970 bis 1980 die 50. Polytechnische Oberschule in Leipzig. 1980 trat er in die örtliche Fachgruppe Entomologie ein. Seit 1983 ist er bei den Leipziger Verkehrsbetrieben tätig. Von 1986 bis 1988 leistete er seinen Militärdienst. Zu Beginn seiner entomologischen Laufbahn lag der Schwerpunkt auf den Käfern, ab 1986 konzentrierte er sich auf die Ohrwürmer.
Matzke ist auf die weltweite Taxonomie und Ökologie von Ohrwürmern spezialisiert. Seine Projekte umfassen die Digitalisierung und Vervollständigung von Museumssammlungen sowie Monitoring von FFH-Arten wie den Eremit (Osmoderma eremita), den Großen Eichenbock (Cerambyx cerdo) oder den Hirschkäfer (Lucanus cervus). Zusammen mit seinen Kollegen Fabian Haas und Petr Kočárek beschrieb er außerdem neue Ohrwurm-Arten.

## Ehrenamtliche Tätigkeiten
Seit 2012 ist Danilo Matzke ehrenamtlicher Mitarbeiter im Naturkundemuseum Erfurt, seit 2015 Freier Mitarbeiter der Zoologischen Staatssammlung München, seit 2020 Freier ehrenamtlicher Mitarbeiter des Senckenberg Deutsches Entomologisches Institut und seit 2021 Freier Mitarbeiter im Naturkundemuseum Leipzig. Zudem ist er ein Gründungsmitglied des 1994 gegründeten Phyllodrom – Museum und Institut für Regenwaldökologie e.V. in Leipzig, in dessen Vorstand er von 1995 bis heute (Stand 2023) mit Unterbrechungen tätig ist.

## Erstbeschreibungen
Folgende Arten wurden durch Danilo Matzke, teils in Zusammenarbeit mit Kollegen, erstbeschrieben:
- Schizoproreus vulcanus Haas & Matzke, 2005 – Typuslokalität: Lokon-Empung, Sulawesi
- Liparura charlottea Matzke, 2012 – Typuslokalität: Mure, Provinz Koshi, Nepal
- Euborellia arcanum Matzke & Kočárek, 2015 – Typuslokalität: Zoo Leipzig

## Nach Matzke benannte Taxa
2024 wurde die Heuschrecken-Art Pteropera matzkei Husemann & Yetchom, 2024 zu Ehren von Danilo Matzke benannt.

## Schriften (Auswahl)
- D. Matzke: Kommentiertes Verzeichnis der Ohrwürmer (Dermaptera) und Schaben (Blattariae) des Freistaates Sachsen. In: Mitteilungen Sächsischer Entomologen. Band 28, 1995, S. 5–6.
- D. Matzke, D. Klaus: Zum Vorkommen des Sandohrwurms ('Labidura riparia' Pall.) auf Abgrabungsflächen Nordwest-Sachsens und angrenzender Gebiete (Insecta, Dermaptera, Labiduridae). In: Mauritiana. Band 16, Nr. 1, 1996, S. 57–70.
- D. Matzke: Ist der Ohrwurm 'Euborellia annulipes' (Lucas, 1847) (Dermaptera) noch Bestandteil der sächsischen Fauna? In: Entomologische Nachrichten und Berichte. Band 42, 1998, S. 172–173.
- D. Matzke: Zur Ohrwurm- und Schabenfauna in Leipzig und Umgebung (Insecta: Dermaptera, Blattariae). In: Veröffentlichungen des Naturkundemuseums Leipzig. Band 18, 1999, S. 66–80.
- D. Matzke: 'Chelidurella thaleri' eine weitere Art für die deutsche Ohrwurmfauna? In: Articulata. Band 15, Nr. 1, 2000, S. 121.
- D. Matzke: Verzeichnis der Ohrwürmer (Dermaptera) Deutschlands. In: B. Klausnitzer (Hrsg.): Entomofauna Germanica 5. – Entomologische Nachrichten und Berichte. Beiheft. Band 6, 2001, S. 53–59.
- D. Matzke: Zur Biologie und Phänologie des Gebüschohrwurmes 'Apterygida media' (Hagenbach, 1822) (Dermaptera, Forficulidae). In: Articulata. Band 17, Nr. 2, 2002, S. 1–11.
- F. Haas, D. Matzke: 'Schizoproreus vulcanus', a new species of earwig (Dermaptera: Chelisochidae) from Sulawesi and a checklist of Sulawesian Dermaptera. In: Entomo. Zschrt. Bd. 115, Nr. 4, 2005, S. 172–176.
- D. Matzke, K.-D. Klass: Reproductive Biology and Nymphal Devloment in the Basal Earwig 'Tagalina papua' (Insecta: Dermaptera: Pygidicranidae), with a Comparison of Brood Care in Dermaptera and Embioptera. In: Entom. Abh. Mus. Tierkde. Dresden. Bd. 62, Nr. 2, 2005, S. 99–116.
- D. Matzke: Verwechslungen von 'Anechura bipunctata' (Fabricius, 1781) mit 'Forficula auricularia' (Linnaeus, 1758) und anderen Arten (Dermaptera: Forficulidae). In: Mitteilungen Sächsischer Entomologen. Band 88, 2009, S. 11–12, 20.
- D. Matzke: Ein Beitrag zur Ohrwurmfauna Nepals mit einer Beschreibung einer neuen Ohrwurmart. In: M. Hartmann, J. Weipert (Hrsg.): Biodiversität und Naturausstattung im Himalaya IV. - Verein der Freunde und Förderer des Naturkundemuseums Erfurt e. V. Erfurt 2012, S. 149–179.
- D. Matzke, P. Kocarek: Description and biology of Euborellia arcanum sp. nov., an alien earwig occupying greenhouses in Germany and Austria (Dermaptera: Anisolabididae). In: Zootaxa. Band 3956, Nr. 1, 2015, S. 131–139.
- D. Matzke, J. Neumann: Eingeschleppte und synanthrop lebende Ohrwürmer in Deutschland (Dermaptera). In: Entomologische Nachrichten und Berichte. Band 61, Nr. 2, 2017, S. 97–101.
- D. Matzke: Nachtrag zur Ohrwurmfauna Nepals (Insecta: dermaptera). In: M. Hartmann, J. Weipert (Hrsg.): Biodiversität und Naturausstattung im Himalaya. VI. - Verein der Freunde und Förderer des Naturkundemuseums Erfurt e. V., Erfurt 2018, S. 187–200.
- D. Matzke: Synanthrop lebende Ohrwürmer in Deutschland und anderen Teilen Europas. In: Pest Control News Das Magazin für die Schädlingsbekämpfung. Band 68, 2019, S. 26–28.
- C. Girod, D. Matzke: Annotated checklist of the Dermaptera (Insecta) of French Guiana. In: Zoosystema. Band 42, Nr. 4, 2020, S. 57–76.
- D. Matzke: Zur Haltung und Zucht von 'Forficula lurida' (Fischer,1853) und 'Forficula smyrnensis' (Serville,1839)  zwei südosteuropäischen Ohrwurmarten. In: Arthropoda Popularis. Band 1, 2021, S. 1–16.
- D. Matzke: Erstnachweis der neozooischen Marokkanischen Waldschabe 'Planuncus tingitanus' (Bolivar,1914) sensu lato, in Sachsen und ihre Ausbreitung im Stadtgebiet von Leipzig (Blattoptera: Ectobiinae). In: Mitteilungen Sächsischer Entomologen. Band 41, Nr. 142, 2022, S. 67–73.